# Rue de la République
La Rue de la République es una calle situada en los arrondissements 1 y 2 de Lyon, Francia. Es la calle de tiendas más importante de la ciudad. Esta zona es servida por las estaciones de metro Bellecour, Hôtel de Ville - Louis Pradel y Cordeliers. Pertenece a la zona designada Patrimonio de la Humanidad por la UNESCO.

## Historia

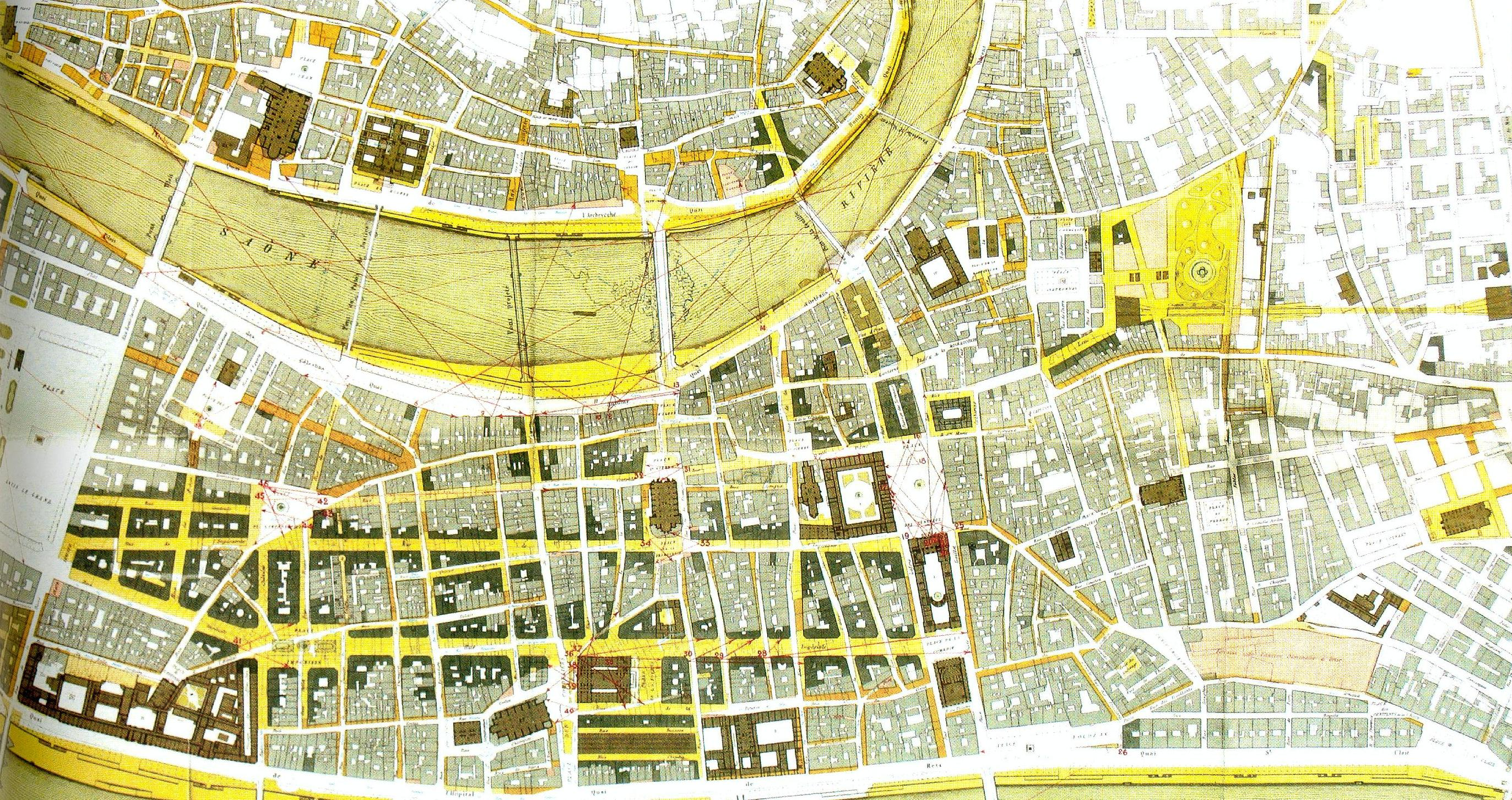
"Plan des améliorations réalisées ou projetées dans le centre de la ville de Lyon", de Gustave Bonnet, 1863.

Tras su nombramiento en 1853, el prefecto del Ródano y alcalde de Lyon Claude-Marius Vaïsse decidió crear tres nuevas calles que conectaran la Plaza de Bellecour con otras plazas importantes de Presqu'île :
- Rue Victor Hugo, que conecta Place Bellecour y Place Carnot
- Rue de l'Impératrice, renombrada posteriormente rue de l'Hôtel de Ville y luego rue du Président-Édouard-Herriot, entre Place Bellecour y Place des Terreaux
- Rue Impériale (1862-1871), renombrada posteriormente rue de Lyon (1871-1878), y posteriormente rue de la République (desde agosto de 1878),[1] que conecta la Place Bellecour con la Place Louis Pradel, donde se sitúan el Ayuntamiento y la Ópera.

Se crearon dos plazas en esta ocasión, ambas situadas en la rue de la République : la Place Impériale (en la actualidad Place de la République) y la Place des Cordeliers. La calle, de más de un kilómetro de longitud, tiene una dirección sudoeste-noreste desde la Place Bellecour hasta la Place de la République, y después dirección norte-sur hasta la Place Louis Pradel.
En 1894, el presidente Sadi Carnot fue asesinado en el Palacio de Comercio, situado en la Place des Cordeliers.
En la década de 1970, la construcción de la Línea A del Metro de Lyon hizo que se excavaran zanjas en toda la calle.
La ubicación de la Rue de la République en el centro de la ciudad, y la gran cantidad de tiendas que tiene, hacen a la calle una de las más frecuentadas de Lyon de día y de noche. También es conocida por su apócope, "Rue de la Ré".

## Comercios
Como la Avenida de los Campos Elíseos de París, la Rue de la République atrae a un gran número de establecimientos, como:
- Tiendas de lujo
- Tiendas baratas, incluidas Cheap (Prisunic), demolida en 2006, y el restaurante de comida rápida Mac Donald
- Cines como el Pathé Lyon - Bellecour, el Pathé Lyon - Cordeliers (antiguo Nefs 8) y el CNP Odéon, ambos situados en calles adyacentes
- Importantes centros comerciales, como el Fnac Bellecour
- Muchos restaurantes y cafeterías

## Monumentos y edificios de interés
La Rue de la République tiene edificios de estilo haussmaniano construidos en el siglo XIX, cuando se creó la calle.
- La antigua sede del periódico Le Progrès, en la actualidad ocupada por Fnac Bellecour. Hay un mosaico "RF", que significa "République Française". Se sitúa en el 85 de la rue de la République y fue diseñado por Émile Étienne Guimet, inicialmente para albergar un teatro.
- El Cinema Pathé, coronado por un campanario con un gallo en la cima, uno de los pocos edificios de estilo art déco de Lyon.
- El Palais du Commerce, sede de la Cámara de Comercio e Industria de Lyon y la Bolsa de Lyon, con la cercana Iglesia de Saint-Bonaventure (place des Cordeliers).
- El Nouveau Grand Bazar, con muchas tiendas. Tiene una apariencia muy moderna en comparación con los edificios que le rodean.
- El Hôtel de Ville y la Opera Nouvel, ambos situados en el norte de la ciudad, en la Place de la Comédie.

## Galería de imágenes

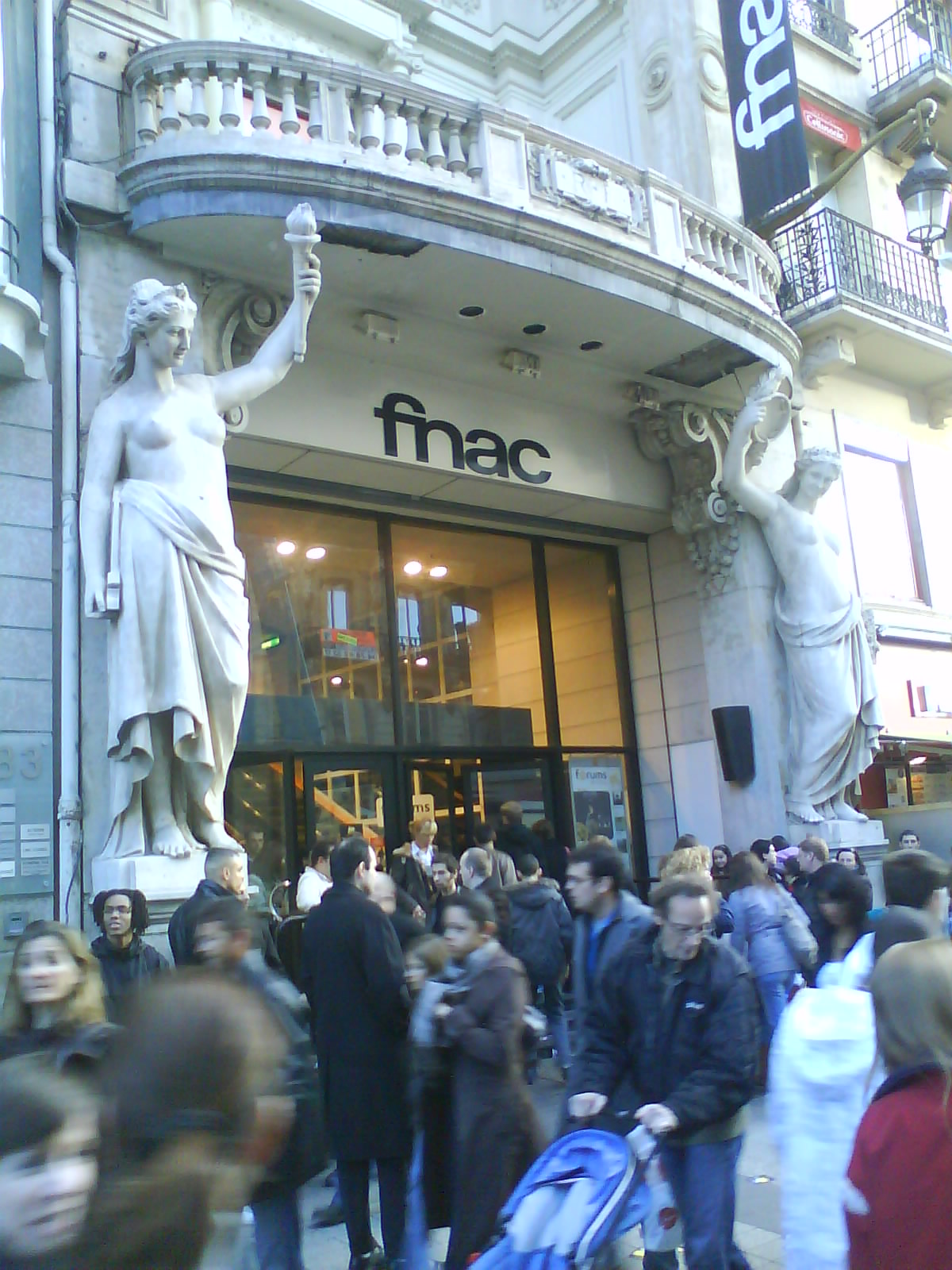
Fnac Bellecour, antigua sede de Le Progrès
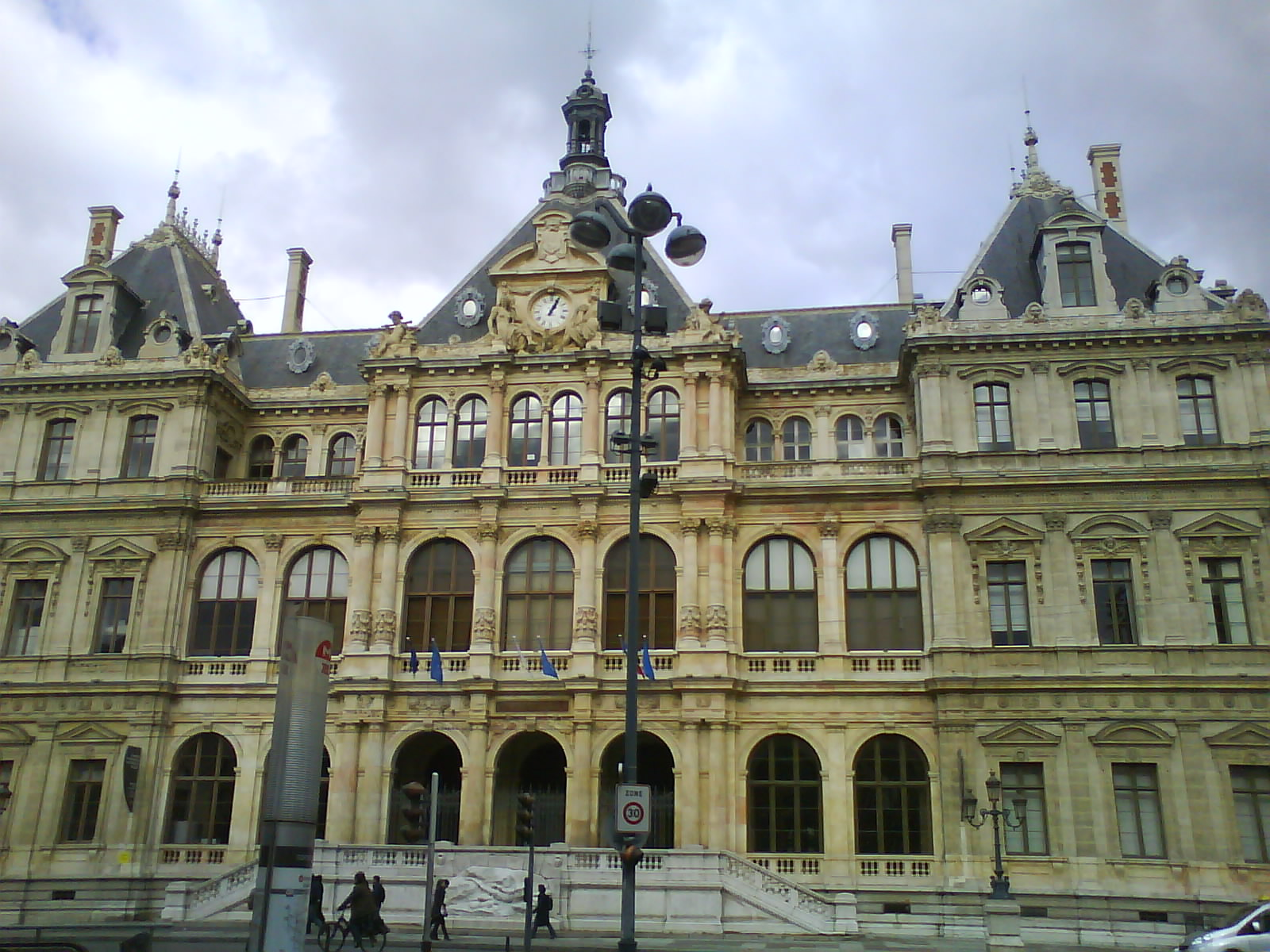
Palais de la Bourse en 2008
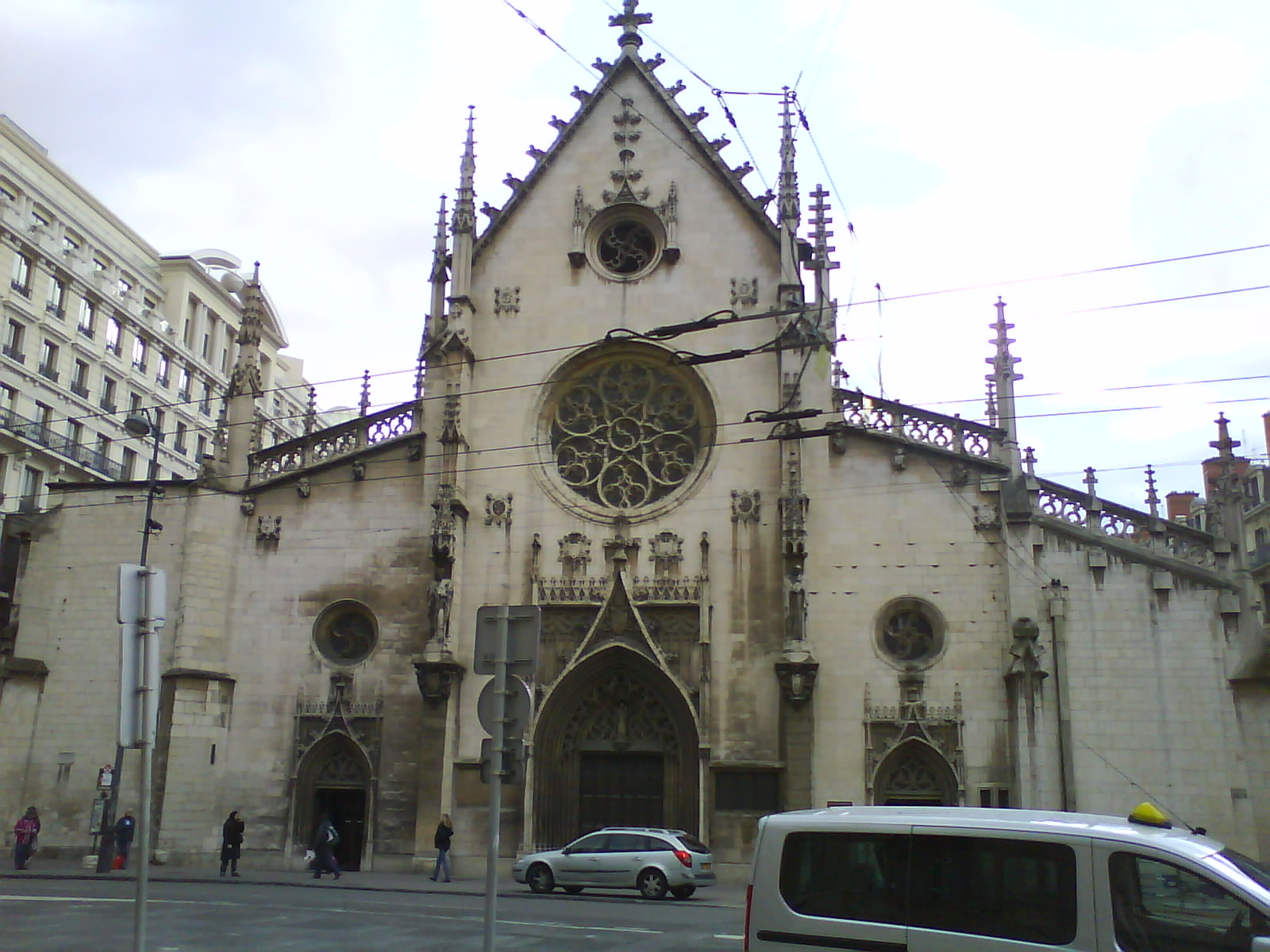
La Iglesia de Saint-Bonaventure